# Physiphora flavipes
Physiphora flavipes är en tvåvingeart som först beskrevs av Karsch 1888.  Physiphora flavipes ingår i släktet Physiphora och familjen fläckflugor. Inga underarter finns listade i Catalogue of Life.